# 桑卡滩寺
桑卡滩寺，位于中国青海省同仁市麻巴乡，为青海省市县级文物保护单位，公布日期为2001年6月18日，类型为古建筑。
桑卡滩寺的历史年代为清。